# Liste der Kulturgüter in Massonnens
Die Liste der Kulturgüter in Massonnens enthält alle Objekte in der Gemeinde Massonnens im Kanton Freiburg, die gemäss der Haager Konvention zum Schutz von Kulturgut bei bewaffneten Konflikten, dem Bundesgesetz vom 20. Juni 2014 über den Schutz der Kulturgüter bei bewaffneten Konflikten sowie der Verordnung vom 29. Oktober 2014 über den Schutz der Kulturgüter bei bewaffneten Konflikten unter Schutz stehen.
Objekte der Kategorien A sind vollständig in der Liste enthalten, Objekte der Kategorie B sind im Gemeindegebiet nicht ausgewiesen, Objekte der Kategorie C fehlen zurzeit (Stand: 1. Januar 2024).

## Kulturgüter
| Foto |                                                                      | Objekt                                                                      | Kat. | Typ | Standort                             | Beschreibung |
| ---- | -------------------------------------------------------------------- | --------------------------------------------------------------------------- | ---- | --- | ------------------------------------ | ------------ |
| ja   | Datei hochladen · Wikidata zu Pfarrkirche Saint-Maurice. (Q29479206) | Pfarrkirche Saint-Maurice / Église paroissiale Saint-Maurice KGS-Nr.: 09983 | A    | G   | Chemin de l’Église 9 564406 / 172265 |              |